# Desire (nave)
El Desire (en español: Deseo) era el buque insignia de 120 toneladas de Thomas Cavendish construido para su circunnavegación del globo de 1586 a 1588. El Desire fue el tercer barco en circunnavegar el globo después de la Victoria de Fernando de Magallanes (viaje completado por Juan Sebastián Elcano) y el Golden Hind de Francis Drake. Después de esta expedición Cavendish fue nombrado caballero por la reina Isabel I de Inglaterra, que fue invitada a una cena a bordo del buque.

## Malvinas
Posteriormente la nave fue capitaneada por John Davis en la segunda expedición de Cavendish. El Reino Unido sostiene que en esa misma expedición se descubrieron las islas Malvinas, el 14 de agosto de 1592:

El día nueve soportamos una fuerte tempestad, la que nos obligó a ponernos a palo seco, pues nuestras velas no estaban en condiciones de soportar gran esfuerzo. El día 14 fuimos echados entre ciertas islas nunca descubiertas antes, y de las que ningún relato conocido hace mención; yacen cincuenta leguas o más desde la costa este nortemente desde el estrecho; en cuyo lugar, a no haber sido la voluntad de Dios en su misericordia infinita haber calmado el viento, hubiéramos forzosamente perecido. Pero habiendo virado el viento al E, pusimos nuestra proa al estrecho, y el 18 de agosto nos aproximamos al cabo con niebla muy espesa y esa misma noche fondeamos a diez leguas de distancia de aquél. El día 19 pasamos la primera y segunda angosturas.

Sin embargo no describió las coordenadas del presunto hallazgo: sólo ubicó a las islas en relación con la costa y al estrecho de Magallanes. Su posicionamiento es erróneo y conduce a océano abierto.
La relación del viaje fue publicada por uno de los tripulantes del Desire, John Jane, en 1600, año en que Sebald de Weert había ya regresado a Holanda; por esto y por ser una descripción muy parecida a la del Islario de Alonso de Santa Cruz, la opinión generalizada es que se trata de un fraude. Por algún tiempo, las islas de Davis fueron conocidas como "Davis Land" o "Davis' Land". La nave española San Antonio de la Expedición de Magallanes había sido la descubridora de las islas en 1520.

## Otros sitios
Davis trajo el barco de vuelta, en un estado miserable, a Berehaven en Irlanda el 14 de junio de 1593. Sólo Davis y quince tripulantes sobrevivieron de los 76 originales en el barco.
La localidad de Puerto Deseado en la actual provincia de Santa Cruz, Argentina, fue nombrada por Cavendish en 1586 como Port Desire por el barco y más tarde se tradujo al español. También la frase Desire the Right, que es el emblema del territorio británico de las Islas Malvinas, lleva el nombre del buque.
Antes de su muerte, que ocurrió en el viaje de regreso de la segunda expedición malograda, Cavendish hizo su testamento, legando el Desire a Sir George Carey.